# Thomas J. Barratt

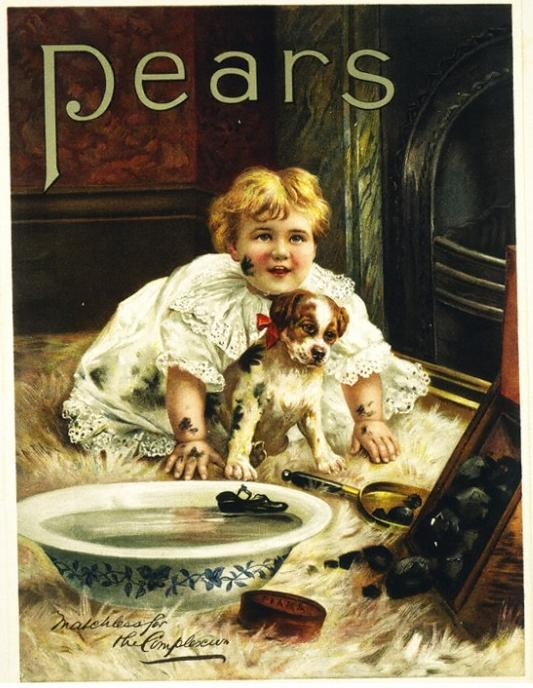
Uno de los carteles del jabón Pears, creado bajo la dirección de Barratt en 1900. A. & F. Pears Ltd. V&A Museum E.1064-1919

Thomas J. Barratt (Londres, 16 de mayo de 1841– Margate, Kent, 26 de abril de 1914). Comerciante británico, presidente de la empresa fabricante de jabón A. & F. Pears. Pionero del marketing de marca, por lo que se le ha denominado "el padre de la publicidad moderna".

## Vida y obra
Barratt nació en Londres, en el número 25 de Tottenham Place (barrio de St Pancras). Era hijo de Thomas (fabricante de pianos) y de Emma. Estaba casado con Mary Pears, la hija mayor de Francis Pears, fundador de la empresa A. & F. Pears'. Se unió al negocio en 1865, convirtiéndose después en socio de su suegro. Bajo su liderazgo, la compañía instituyó un método sistemático de publicitar su jabón como producto distintivo, combinando eslóganes e imágenes memorables. Su eslogan "Buenos días. ¿Ha utilizado el jabón Pears'?" fue famoso en su momento. Continuó siendo una frase popular hasta bien entrado el siglo XX. Otro eslogan famoso fue: "¿Cómo deletreas 'jabón'? P-E-A-R-S, por supuesto."
Barratt era un entusiasta de equiparar la marca Pears' con calidad y alta cultura a través de sus campañas publicitarias. Adquirió obras de arte para utilizarlas en los anuncios (la más famosa, la pintura de John Everett Millais titulada Burbujas) que convirtió en un anuncio añadiendo una barra de jabón Pears al fondo. Millais estuvo en contra de esta alteración, pero no podía hacer nada desde el momento en que Barratt había adquirido los derechos de su obra. Barratt continuó este procedimiento con una serie de imágenes publicitarias inspiradas en las pinturas de Millais, retratando niños inmaculados en casas de clase media idealizadas, asociando la marca Pears con las aspiraciones de disfrutar de una posición social y de la comodidad doméstica.
También hizo un uso eficaz de la aparición en sus campañas de figuras populares (como científicos eminentes o figuras glamurosas de la alta sociedad) loando las bondades del Jabón Pears. En 1891 lanzó el Anuario Pears (1891-1925), con el que promovió un estilo de ilustración contemporáneo y popularizó la impresión en color. En 1897 añadió a su catálogo de instrumentos promocionales la Enciclopedia Pears, una enciclopedia en un solo volumen publicada anualmente.

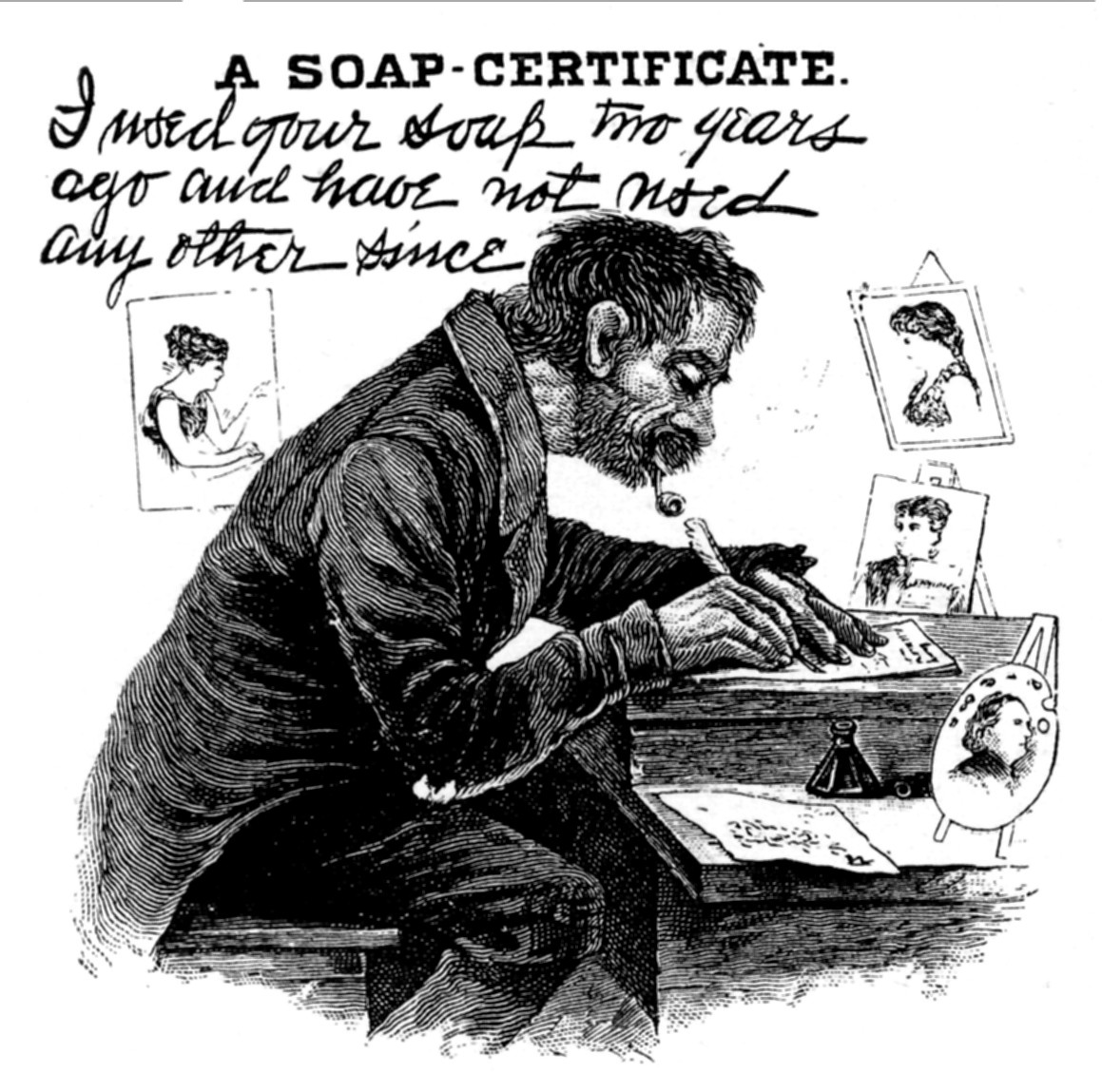
Parodia de los anuncios de Barrett (por Harry Furniss)

Sus métodos suscitaron muchos comentarios y parodias. La más famosa es una viñeta de Harry Furniss en la revista Punch, en la que un vagabundo aparece escribiendo a la marca "Utilicé vuestro jabón hace dos años, y no he utilizado otro desde entonces", una parodia del anuncio del jabón protagonizado por la actriz Lillie Langtry. Barratt compró los derechos de la historieta y la utilizó en su propia publicidad.
Otro truco publicitario de Barratt fue importar y poner en circulación medio millón de monedas francesas de un céntimo, en las que se grabó estampado el rótulo "PEARS". Esta estratagema generó una publicidad enorme, y llevó al Parlamento a adoptar medidas para proteger la moneda británica. Así mismo, logró ligar la marca Pears a la cultura imperial británica, asociando el poder limpiador del jabón con la imaginería de la supuesta misión civilizadora del imperio y del comercio mundial.
Barratt no fue un teórico sistemático del marketing, pero introdujo un gran número de ideas novedosas que después fueron ampliamente imitadas. Era un firme partidario de definir una imagen de marca fuerte de su jabón, haciendo énfasis en la omnipresencia de sus productos mediante campañas de saturación, hasta el punto de que el mismísimo primer ministro Gladstone llegó a utilizar la expresión: "Tan denso como las hojas en Vallombrosa, o como la abundancia de los anuncios de Pears".
También era consciente de la necesidad constante de reinventarse, declarando en 1907 que: 

"Los gustos cambian, las modas cambian y el anunciante tiene que cambiar con ellos. Una idea que era eficaz hace una generación, ahora sería inútil, viciada, e inaprovechable si se presentase al público de hoy. No es que las ideas de hoy sean siempre mejores que las ideas más viejas, pero son diferentes,  porque deben llamar la atención del gusto presente."

Además de su actividad empresarial y publicitaria, Barratt escribió una historia de Hampstead, titulada Annals of Hampstead (1912). Fue Delegado de su Distrito en la Ciudad de Londres, Maestro de la Venerable Compañía de Barberos, socio de la Royal Microscopical Society y de la Royal Statistical Society. También era miembro de otros muchos clubes.
Falleció en 1914, en un hotel de la localidad de Margate (Kent), y está enterrado en el cementerio de St Pancras (Finchley), en Londres. Estaba separado de su primera mujer, por lo que su herencia fue a parar a los dos hijos con su segunda pareja, Florence Bell, esposa de un doctor que se aun así se hacía llamar a sí misma "Señora Barratt". Su colección de recuerdos del almirante Nelson fue donada al Royal Naval Hospital de Greenwich. Así mismo, su colección de arte británico del siglo XIX fue subastada tras su muerte por la casa de subastas Christie's.